# Analogi (juridik)
Analogi, analogisk lagtillämpning eller analogislut kan användas när det gäller att tillämpa en bestämmelse i lag på ett fall där uttrycklig lagbestämmelse saknas. Man använder då regler för en annan, liknande, situation på det aktuella fallet. I Sverige är det relativt vanligt att domstolar använder analogier inom civilrättens område, men inom straffrätten finns ett förbud mot att använda analogier eftersom det är oförenligt med legalitetsprincipen.
Ett exempel på analogivis tolkning har tillämpats av Högsta domstolen i ett mål avgjort år 2000, när en person hade uppträtt som fastighetsmäklare och förmedlat en bostad och senare nekades avtalad provision från uppdragsgivaren. Fastighetsmäklarlagen behandlar rätten till provision för hos Fastighetsmäklarnämnden registrerade mäklare. Det saknas bestämmelse som behandlar rätten till provision för en oregistrerad, en så kallad svartmäklare. Här tillämpade Högsta domstolen därför 23 § Fastighetsmäklarlagen analogt och dömde till nedsättning av ersättning.